# جيم سيمينوف
جيم سيمينوف (بالإنجليزية: Jim Seminoff)‏ مواليد 1 سبتمبر 1922 في لوس أنجلوس - الوفاة 12 يونيو 2001، كان لاعب كرة سلة أمريكي. بلغ طوله 6 قدم 2 بوصة (1.9 م). لعب مع شيكاغو ستايغس وبوسطن سيلتكس.

## روابط خارجية
- جيم سيمينوف على موقع إن بي أي (الإنجليزية)
- جيم سيمينوف على موقع سبورتس رفرنس (الإنجليزية)
- جيم سيمينوف على موقع ريلجم (الإنجليزية)
- جيم سيمينوف على موقع بروبوليرز (الإنجليزية)